# Cerro Cruz
Cerro Cruz är en ort i Mexiko.   Den ligger i kommunen Candelaria Loxicha och delstaten Oaxaca, i den sydöstra delen av landet, 500 km sydost om huvudstaden Mexico City. Cerro Cruz ligger 404 meter över havet och antalet invånare är 197.
Terrängen runt Cerro Cruz är kuperad, och sluttar söderut. Runt Cerro Cruz är det ganska tätbefolkat, med 86 invånare per kvadratkilometer. Närmaste större samhälle är San Pedro Pochutla, 12,6 km söder om Cerro Cruz. Omgivningarna runt Cerro Cruz är en mosaik av jordbruksmark och naturlig växtlighet.